# OOo4Kids
OpenKids (произносится: англ. OpenOffice for kids, рус. Оупенофис для детей) — офисный пакет для образовательных целей. Разработан на основе OpenOffice.org и является его облегчённой версией:
- предназначен для аудитории в возрасте от 7 до 12 лет;
- адаптирован к образовательным нуждам;
- работает на всех распространённых ОС (Windows, Linux, macOS)

Видя спрос на легковесный офисный пакет на базе OOo4Kids создан OOoLight, отличающийся в основном более серьёзным оформлением.

## Состав пакета
В пакет OOo4Kids, как и в состав OpenOffice.org, входят следующие приложения:
- OOo4Kids Writer (текстовый процессор)
- OOo4Kids Draw (векторный графический редактор)
- OOo4Kids Impress (мастер презентаций)
- OOo4Kids Calc (табличный процессор)
- OOo4Kids Math (редактор формул)

Внешний вид и назначение приложений пакета OOo4Kids в целом совпадают с аналогичными приложениями OpenOffice.org, но отличаются упрощённостью, меньшим количеством функций и ориентированностью на детей. В частности, пакет портирован на недорогой детский ноутбук XO-1.
Вплоть до версии 1.0 русскоязычный интерфейс отсутствовал. Он появился только в версии 1.1.